# 최승우 (기업인)
최승우(崔承祐, 1968년~)은 대한민국 서울 출신의 기업인이다. 서울대학교 외교학과를 졸업했으며, 1999년 넥슨에 입사해 넥슨 미국법인의 대표 이사, 넥슨 해외사업본부장, 넥슨 그룹(일본 법인) 대표를 거쳐 현재 넥슨의 명예회장직을 맡고 있다. 넥슨 그룹 대표로 재임시 2011년 도쿄 증권 거래소 1부 상장을 통해 약 910억 엔의 자금을 조달하였다.

## 학력
- 1986년 8월 - 영국 런던 DULWICH COLLEGE 졸업
- 1988년 7월 - 일본 조치 대학 연수
- 1991년 2월 - 서울대학교 외교학과 졸업
- 1994년 2월 - 서울대학교 외교학과 대학원 수료

## 경력
- 1998년 1월- ㈜대우 비철금속사업본부 입사
- 1999년 9월- ㈜넥슨 입사
- 1999년 11월- 넥슨재팬(舊) 설립
- 2001년 3월- Nexon, Inc. (미국) 대표이사
- 2002년 9월- 넥슨재팬(舊) 대표이사
- 2004년 4월- ㈜넥슨 해외사업본부장
- 2007년 7월- 넥슨 일본법인 경영기획실장
- 2009년 1월- 넥슨 일본법인(Nexon Co., Ltd./ 舊 넥슨재팬) 대표이사
- 2014년 3월- 넥슨 일본법인(Nexon Co., Ltd./ 舊 넥슨재팬) 명예회장

## 수상경력
- 2008년 12월- ‘2008 대한민국 문화콘텐츠 해외진출 유공자 포상’ <대통령상> 수상 (문화체육관광부 주최, 한국 문화콘텐츠 진흥원 주관 행사)

## 같이 보기
- 김정주 (기업인)
- 오웬 마호니
- 박지원 (1977년)